# Dovre (Wisconsin)
Dovre – miasto w Stanach Zjednoczonych, w stanie Wisconsin, w hrabstwie Barron.